# Двостулковий протез клапана серця

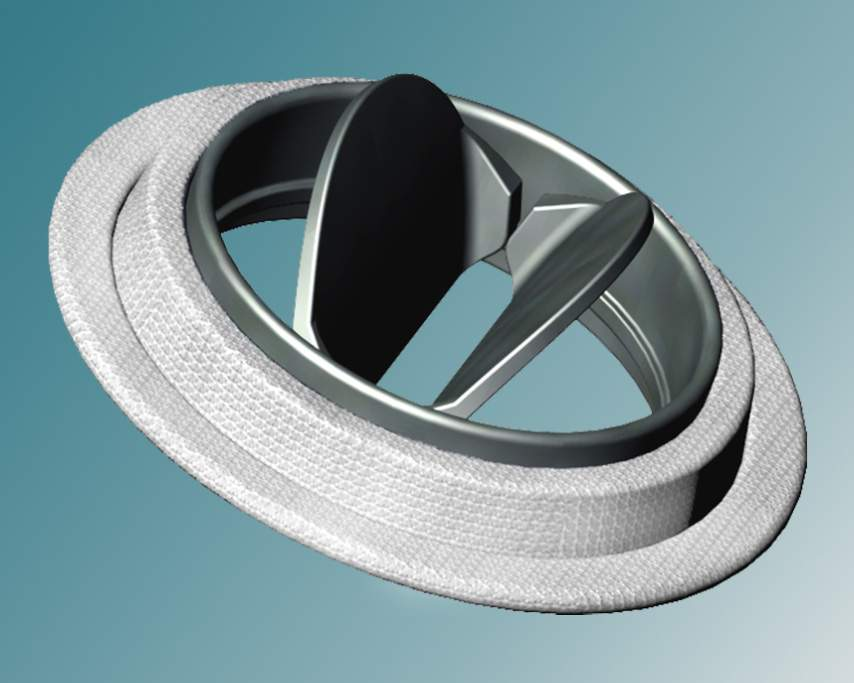
Двостулковий протез клапана серця людини

Двостулковий протез клапана серця належить до групи осесиметричних механічних штучних клапанів серця. Відмінною рисою штучних двостулкових клапанів серця стала конструкція замикаючого елемента у вигляді двох симетрично розташованих півокружних стулок, кріплення яких з каркасом протеза здійснюється за допомогою шарнірного з'єднання.
При відкритті протеза утворюються три гідравлічних отвори, поперечні перерізи яких достатні для повного обмивання стулок протеза і забезпечення мінімального опору потоку крові. Стулки відкриваються і закриваються в прохідному отворі сідла корпуса. Шарнірне з'єднання виконується у вигляді «вушок» на стулках, що вставляються в пази з внутрішньої сторони корпуса, що виконуються у формі «метелика». Форма цих пазів визначає рух стулок на відкриття і закриття. Стулки обертаються навколо своєї осі, дозволяючи потоку крові омивати шарніри, що дозволяє мінімізувати накопичення тромбів в цих областях. Матеріалом для виготовлення стулок, як правило, служить піролітичний вуглець.
Двостулкові протези клапана серця людини на сьогодні є найбільш популярними в кардіохірургії.

## Протези марки «Карбоникс»
|                                                                                     |  |  |
| Зліва — аортальний протез «Карбоникс-1»; праворуч — митральный протез «Карбоникс-1» |  |  |

З 1981 року в СРСР розробку двостулкових клапанів серця почали співробітники Спеціального конструкторського бюро медичної тематики Кирово-Чепецького хімічного комбінату (КЧХК). Вже в 1987 році була виготовлена дослідна партія для проведення клінічних випробувань. У 1990 році було отримано дозвіл на широке клінічне застосування клапана «Карбоникс-1» і розпочато його серійне виробництво. У клінічній практиці застосовуються дві модифікації: з циліндричним корпусом та з корпусом з дифузором. Протез має кільце жорсткості з прецизійного сплаву 40КХНМ, яке запобігає можливому заїданню і випаданню стулок через деформацію корпусу.
У конструкції двостулкового штучного клапана серця «Карбоникс-»1 вперше реалізований новий принцип кріплення замикаючого елемента в корпусі, який передбачає можливість обертання стулок навколо центральної осі у відповідності з чинним на них струмом крові. Ця особливість конструкції дозволяє стулкам клапана самозорієнтуватися в потоці, забезпечуючи оптимальні умови функціонування, виключає необхідність коригувати орієнтацію протеза під час проведення операції і забезпечує більш рівномірне безперервне омивання всіх його елементів і навколишніх структур серця, що виключає наявність застійних зон і знижує ймовірність утворення тромбів. Аеродинамічний профіль стулок, кут їх установки і повороту і взаємозв'язок цих параметрів з конфігурацією внутрішньої поверхні корпусу протеза забезпечують відсутність звуження потоку крові і напруги його структури, що обумовлює високу швидкодію протезів, знижує травму формених елементів крові і рівень шуму в процесі роботі клапана. У закритому стані стулки протеза знаходяться під кутом 30 — 35° до площини корпусу, у відкритому — 85°.
У 2002 році конструкція двостулкового штучного клапана «Карбоникс-1» була модернізована. Корпус протеза і замикаючі елементи у вигляді двох поворотних стулок стали виготовлятися з монолітного ізотропного піролітичного вуглецю (вуглеситаллу), легованого бором.
Манжети протеза виконані з поліефірного основов'язаного полотна з пористістю, необхідної для проростання в процесі імплантації. З 2007 року аортальні клапани випускають з редукованою, стандартною, супрааннулярною та універсальною манжетами, а мітральні з супрааннулярною та інтрааннулярною манжетами. Випускаються 12 типорозмірів протезів «Карбоникс-1»: за шість для аортальної(20, 22, 24, 26, 28, 30 мм) і мітральної(24, 26, 28, 30, 32, 34 мм) позицій.
У 1995 році протез «Карбоникс-1» був удостоєний Гран-прі XCIV Світового салону винаходів «Еврика-95» (Брюссель). У різні роки його експортували в 17 країн Європи, Африки, Азії і Америки під торговою маркою JYROS (найбільший зарубіжний досвід застосування накопичений у Великої Британії).
В ході досліджень було встановлено, що на клапанах не виникають кавітаційні ефекти, і був розрахований прогнозований термін служби протеза — 375 років.

## Достоїнства та недоліки двостулкових клапанів
Основною перевагою, яка дозволяє зайняти цій групі штучних клапанів серця людини провідне становище, є самий низький профіль (серед механічних клапанів), наявність центрального кровотоку через клапан, а також усунення «зони малого отвору», відповідальної за тромбози та розвиток дисфункції поворотно-дискових конструкцій. Тим не менш, дана група протезів не позбавлена загальних недоліків механічних штучних клапанів серця — необхідності у довічної антикоагулянтної терапії. У той же час у разі заклинювання одній із стулок не відбувається миттєвого порушення гемодинаміки серця. Гідродинамічні властивості двостулкових протезів безперечно вище завдяки підготовленості стулок до відкриття за рахунок їх споконвічного похилого положення. Тонкі стулки викликають менший шум при роботі. Якість життя у пацієнтів з двостулковими клапанами більш висока, тому дані конструкції практично витіснили з кардіохірургії поворотно-дискові протези.